# Tomislav Baran
Tomislav Baran (Šibenik, 5. studenoga 1970.) je hrvatski jezikoslovac, fonetičar, talijanist, televizijski scenarist, tekstopisac pjesama i pisac za djecu.

## Životopis
Rodio se 5. studenoga 1970. godine u Šibeniku. Na Filozofskom fakultetu u Zagrebu završio je studij fonetike te talijanskoga jezika i književnosti. Od 1995. godine zaposlen je na Hrvatskome radiju. Radi kao spiker-mentor i fonetičar. Radio je i u programima Hrvatske televizije i RTL televizije na sinkronizacijama stranih dokumentarnih filmova. U emisiji HTV-a Jezik za svakoga radi rubriku o naglascima.
Piše scenarije za zabavne emisije i projekte. Piše stihove za uglazbljivanje, nekoliko mu je pjesama izvedeno na glazbenim festivalima. Piše na hrvatskom standardnom jeziku, te na čakavskom i kajkavskom narječju. Objavio je zbirke dječjih priča Šumaste priče, Šumaste pjesme, Zabundane priče, Radosne priče i pjesme. Dvije su mu priče snimljene za Hrvatski radio u formatu Priče za laku noć, a jedna od njih i kao animirana inačica za HTV u formatu Pssst... priča! Objavio je i dvije kratke priče u Glasu Koncila.
Govorni je edukator u govornim radionicama za medijske djelatnike, poslovne ljude i studente; autor i voditelj dječje govorne radionice Parlatine na Međunarodnom dječjem festivalu u Šibeniku. Snimio je velik broj zvučnih knjiga (za slijepe, udžbenike, priručnike) te kao govorni profesionalac vodio razne programe i sudjelovao u brojnim projektima. Član je Hrvatskog filološkog društva, Odsjeka za fonetiku.
Oženjen je i otac jednoga djeteta, glavnog nadahnuća njegovih priča za djecu.
 Također je bio kao glas bankovnog automata u humorističnoj seriji "Ko te šiša".